# Marcia Karr
Marcia Karr (Municipio de Pennsauken, 29 de junio de 1963) es una actriz retirada estadounidense que apareció en varias película de cine de explotación y terror en la década de 1980, incluida Chained Heat (1983), Savage Streets (1984) y Killer Workout (1987).

## Biografía
Karr nació y creció en el municipio de Pennsauken, Nueva Jersey. Cuando era adolescente, Karr escapó de casa y se mudó a Los Ángeles. Comenzó su carrera cinematográfica actuando como doble de Barbara Hershey en la película de terror de 1981 El ente.
Karr hizo su debut cinematográfico en The Concrete Jungle (1982), y posteriormente apareció junto a Linda Blair en la película de mujeres en prisión Chained Heat (1983). Al año siguiente, volvió a coprotagonizar con Blair la película de justicieros de explotación Savage Streets (1984). Más tarde tuvo un papel principal en la película de terror Killer Workout (1987), interpretando a la propietaria de un spa de fitness donde se producen una serie de asesinatos. También tuvo un papel secundario en la película de terror Maniac Cop (1988). En 1988, se desempeñó como directora de casting de la película de terror Cheerleader Camp.
Después de retirarse de la actuación a principios de la década de 1990, Karr se mudó a Arizona con su esposo y trabajó durante ocho años como recaudadora de fondos corporativa para la Fundación Make-A-Wish. Desde entonces ha trabajado para las organizaciones benéficas sin fines de lucro ChildFund e International Medical Corps.

## Filmografía
| Año  | Título                        | Papel                         | Notas                                          | Ref.   |
| ---- | ----------------------------- | ----------------------------- | ---------------------------------------------- | ------ |
| 1981 | El ente                       |                               | Doble de cuerpo para Barbara Hershey           | [ 10 ] |
| 1982 | The Concrete Jungle           | Marcy                         |                                                | [ 6 ]  |
| 1983 | Chained Heat                  | Twinks                        |                                                | [ 2 ]  |
| 1984 | Hardbodies                    | Cuerpo duro en las escaleras  |                                                | [ 6 ]  |
| 1984 | Savage Streets                | Stevie                        |                                                | [ 6 ]  |
| 1985 | Escuela de genios             | Chica de Cornell en la fiesta |                                                | [ 10 ] |
| 1986 | Sex Appeal                    | Christina                     |                                                | [ 6 ]  |
| 1987 | The Night Stalker             | H. J. Salters                 |                                                |        |
| 1987 | Killer Workout                | Rhonda Johnson                | Título alternativo: Aerobicide                 | [ 11 ] |
| 1987 | Death Blow: A Cry for Justice | Sophie                        | Título alternativo: W.A.R.: Women Against Rape | [ 2 ]  |
| 1988 | Maniac Cop                    | Nancy                         |                                                | [ 9 ]  |
| 1988 | Night of the Kickfighters     | Kedesha                       |                                                | [ 2 ]  |
| 1989 | Narco Dollar                  | Eva Jiménez                   |                                                | [ 10 ] |
| 1990 | Nobody's Perfect              | Marge                         |                                                | [ 6 ]  |